# Wat Umong
Il Wat Umong (nome completo: Wat Umong Suan Puthatham) è un tempio buddista di 700 anni a Chiang Mai, in Thailandia.

## Ubicazione

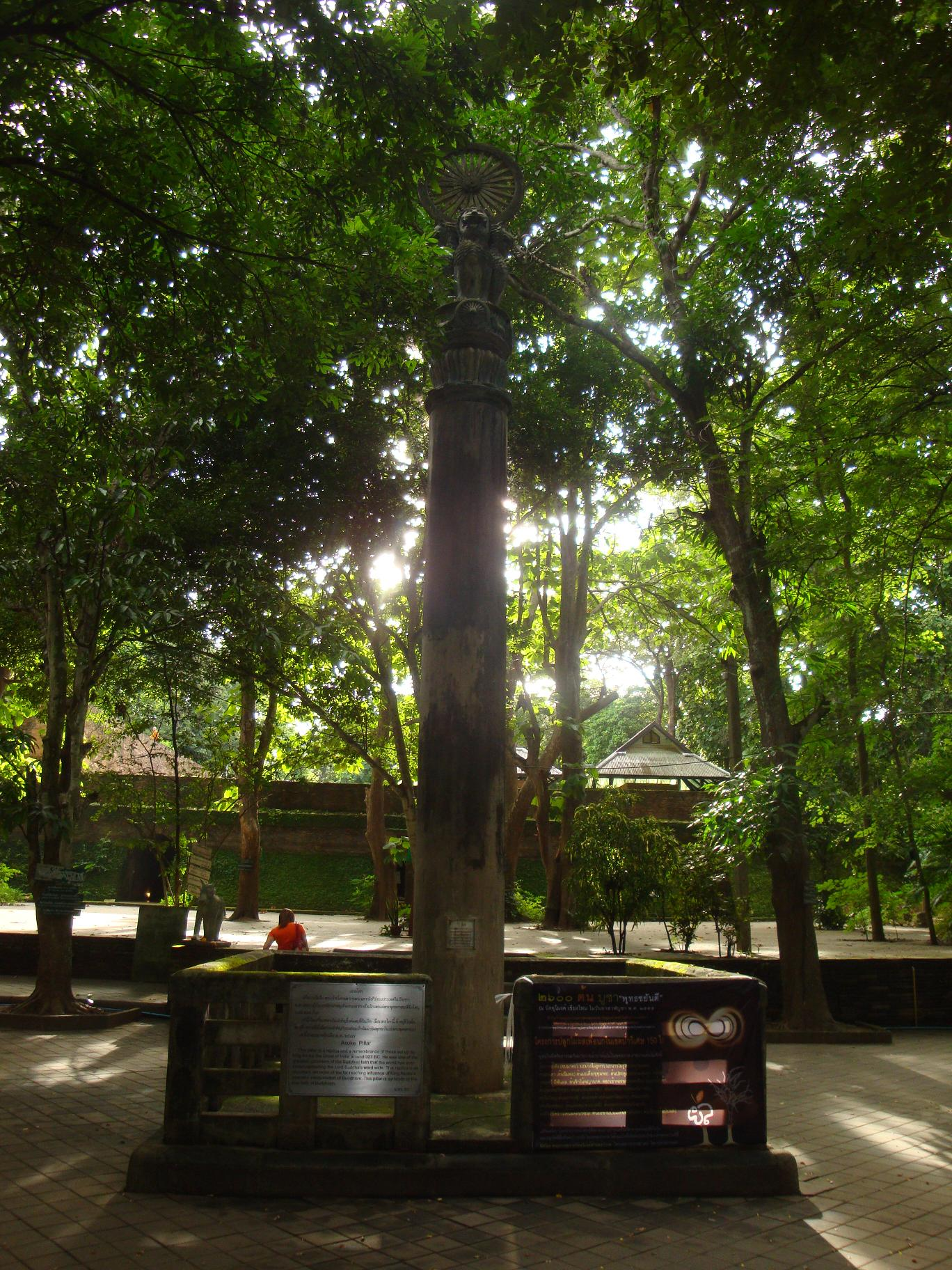
Replica del pilastro di Ashok nel Wat Umong.

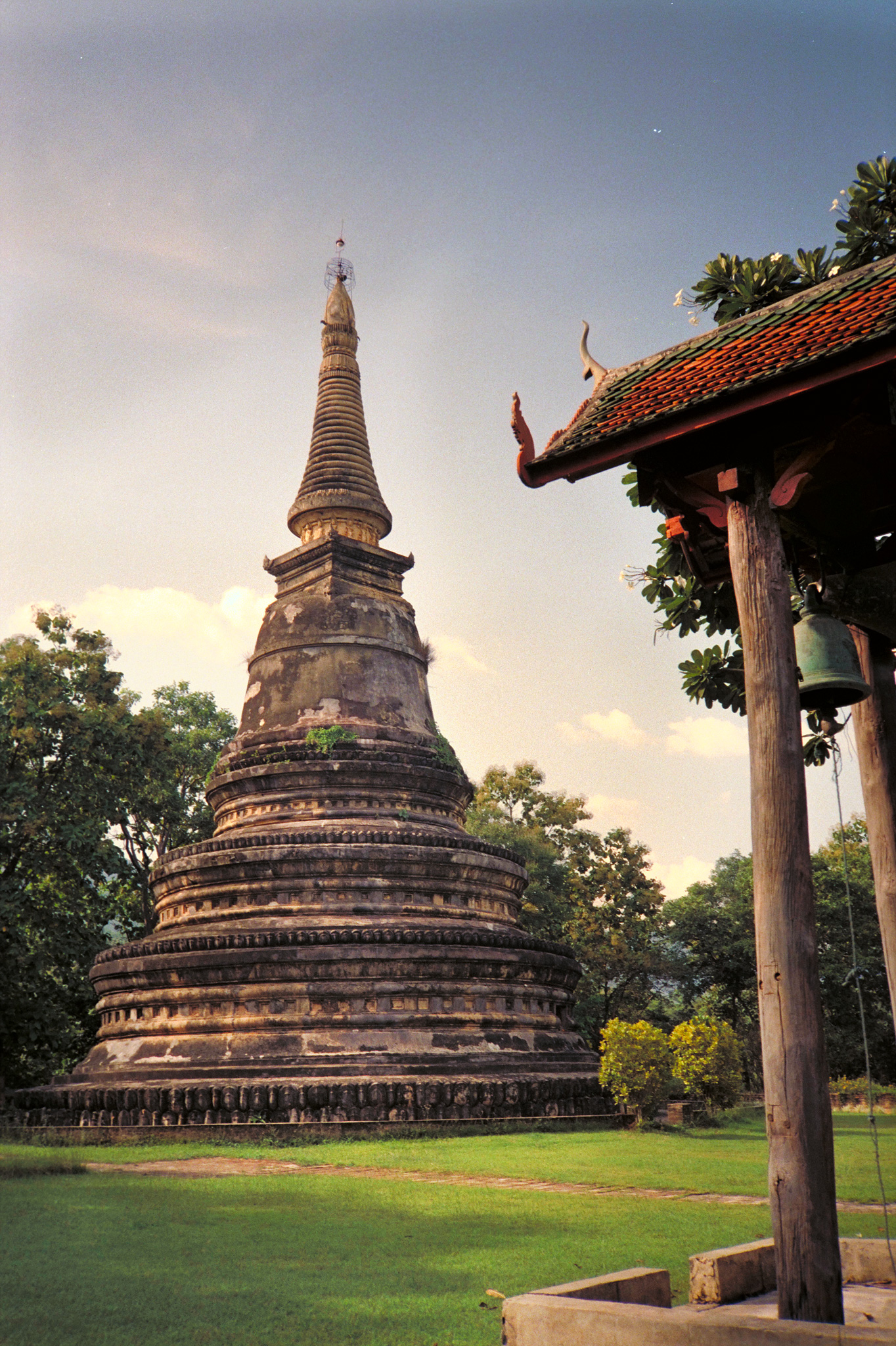
Il Chedi di Wat Umong

Il Wat Umong si trova a ridosso delle montagne di Doi Suthep ed è a circa 1 km a sud del campus principale dell'Università di Chiang Mai. Il wat si trova in luogo tranquillo e dietro di esso si trova un piccolo zoo.

## Storia
Il tempio fu costruito nel 1297 dal re Mangrai della dinastia di Lan Na. Di particolare interesse è la replica del Pilastro di Ashok simile a quello a Vaishali con quattro leoni e una ruota alla base e un'altra ruota più grande sulla sommità che fa da ombrello per i leoni. Un pilastro simile è disponibile anche al Museo di Sarnath. Il capitello con quattro leoni è usato come Emblema Nazionale dell'India. 

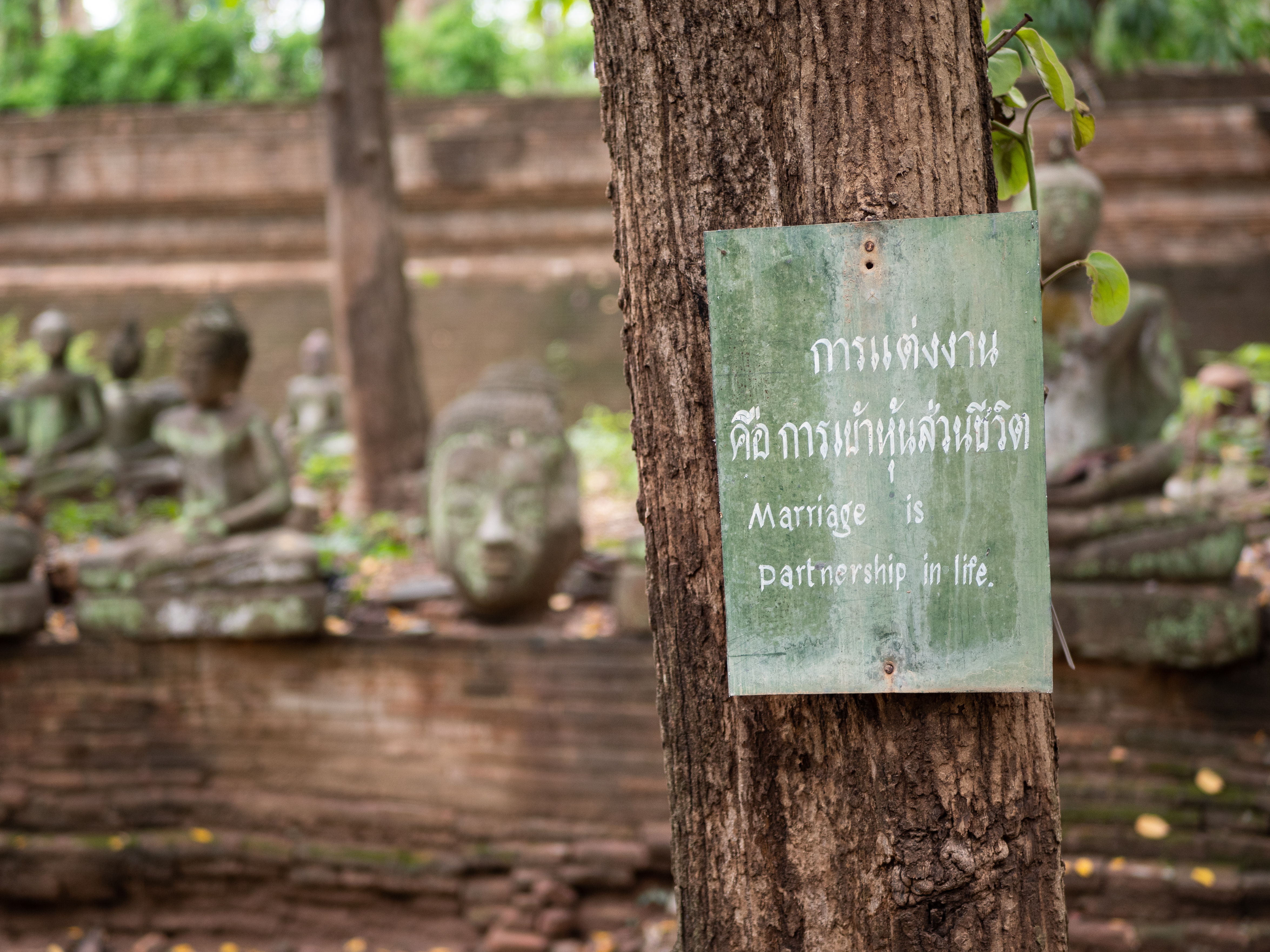
Un "albero parlante" del Wat Umong. "Il matrimonio è una collaborazione per la vita"

## Struttura
L'intero complesso di Wat Umong è composto da 37,5 rai (60.000 m²) di terreno boscoso. Si può dar da mangiare ai pesci, alle tartarughe e alle papere in un grande stagno. Gli "Alberi parlanti" hanno parole sagge scritte in Thailandese e Inglese. Il wat è famoso per i suoi antichi tunnel e il grande chedi. Sotto il chedi ci sono tunnel con immagini buddiste che possono essere facilmente esplorati. Questi tunnel furono presumibilmente costruiti dal Re e dipinti con immagini rurali per tenere un monaco famoso ma mentalmente instabile all'interno delle terre del monastero, dal momento che aveva l'abitudine di vagare nel bosco per giorni. Proverbi scritti in Thailandese e in Inglese sono appesi agli alberi lungo i sentieri che portano al piccolo lago dove si può dar da mangiare ai pesci, ai piccioni e alle tartarughe.
Le altre attrazioni includono un campo di energia spirituale (buddhafield) con sculture distrutte, un digiuno, un Teatro spirituale con dipinti simili a quelli a Suan Mokkh, riproduzioni dell'antica scultura buddista in India, e una biblioteca-museo. Quest'ultimo edificio offre diversi libri sul Buddismo e altre filosofie, oltre a una collezione di reperti storici e arte buddista.

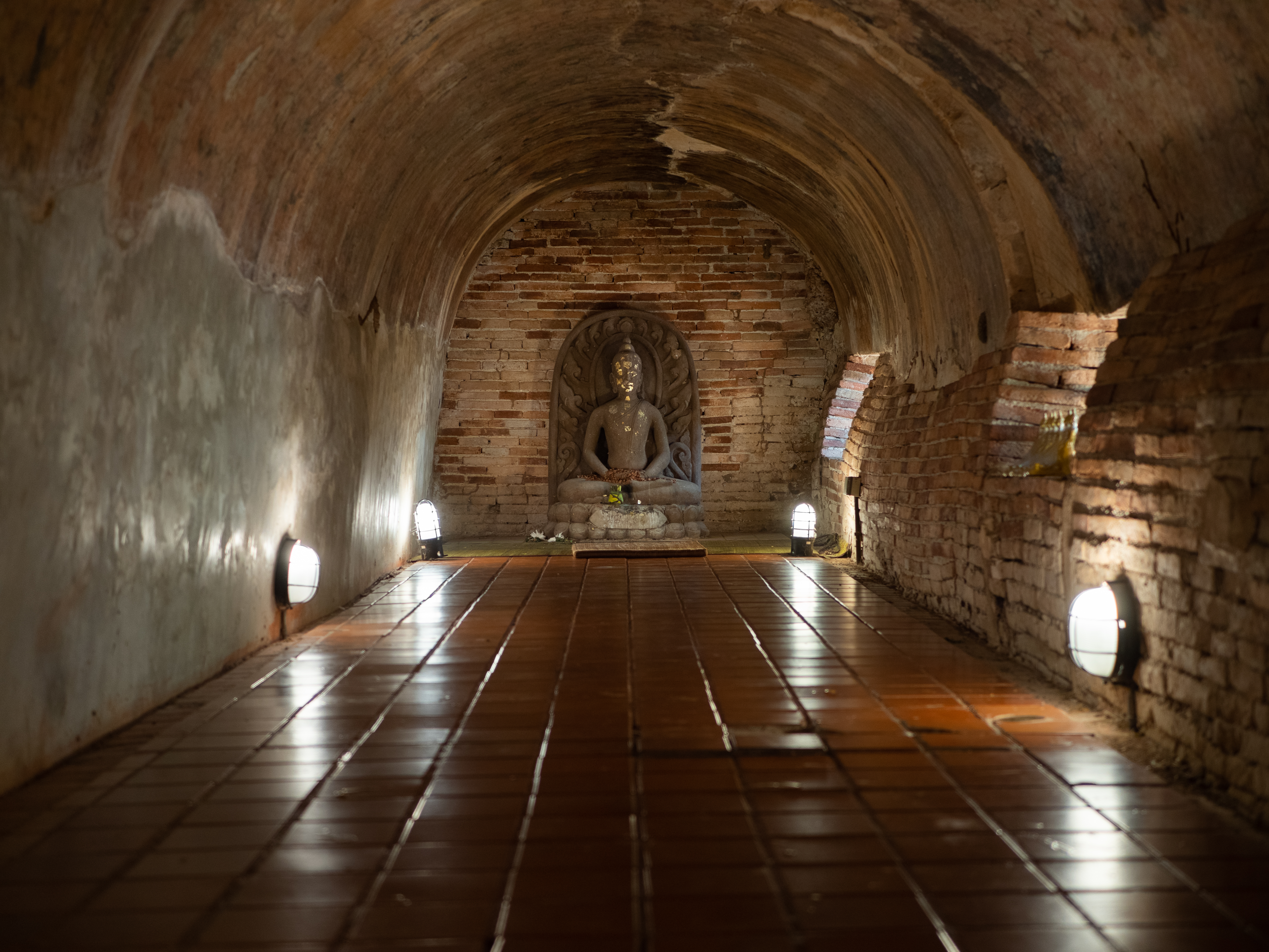
Fine di un tunnel del Wat Umong.

## Stato attuale
Il Wat Umong è unico per il fatto che i monaci risiedono in un luogo immerso nella natura, e talvolta nutrono i cervi che popolano l'area. È anche possibile praticare la meditazione a Wat Umong e imparare dai monaci.
Nota: C'è un tempio con un nome simile nel vecchio fossato della città di Chiang Mai, il cui nome completo è "Wat Umong Maha Thera Chan".